# Рум'янцев Анатолій Павлович

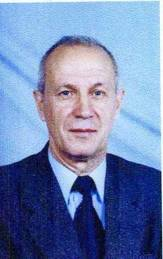
Анатолій Рум'янцев

Анатолій Павлович Румянцев (*7 лютого 1941) — український учений-економіст. Доктор економічних наук, професор. Академік АН ВШ України з 2007 р.

## Біографія
Народився у м. Біла Церква Київської обл. Закінчив у 1970 р. економічний факультет КДУ ім. Т. Шевченка. У 1970—1973 рр. навчався у аспірантурі КДУ. У 1973 р. захистив канд. дисертацію на тему «Використання досягнень НТР в умовах міжнародної інтеграції (на прикладі НДР)». В 1987 р. захистив докторську дисертацію на тему «Система економічних інтересів світового господарства та удосконалення механізму їх реалізації». З 1973 р. працює в КНУ ім. Т. Шевченка; з 1988 р. по 1992 р. — завідувач кафедри економіки Інституту підвищення кваліфікації, з 1998 р. по 2002 р. — завідувач кафедри міжнародної економіки економічного факультету, з 2002 р. — професор кафедри світового господарства і міжнародних економічних відносин Інституту міжнародних відносин.

## Наукова діяльність
Сфера наукових інтересів: міжнародний менеджмент, міжнародна економіка, міжнародні економічні відносини, методологія наукових економічних досліджень, пріоритетні напрями управління зовнішньоекономічною діяльністю України в умовах глобалізації.
Автор понад 200 наукових праць, із них — 11 індивідуальних та колективних монографій, понад 20 підручників та посібників: «Міжнародна економіка» (2003, доповнений і перевиданий у 2004 і 2005); «Зовнішньоекономічна діяльність» (2000); «Міжнародний бізнес» (2000); «Основи економічної теорії: політекономічний аспект» (2002, у співавторстві); «Міжнародна торгівля послугами» (2003); «Політична економія» (2003, у співавторстві); «Міжнародна торгівля» (2004); «Світовий ринок послуг» (2006, у співавторстві); «Міжнародна економіка: практикум» (2007, у співавторстві).
Підготував 43 кандидатів та 3 докторів наук.
Член спеціалізованих вчених рад із захисту кандидатських і докторських дисертацій. Працював заступником голови експертної комісії ВАК України. Член редколегій низки наукових видань, зокрема «Вісник Київського національного університету ім. Т. Шевченка», «Економічний часопис», «Стратегія міжнародного економічного співробітництва», «Питання політичної економії» тощо.
Лауреат Нагороди Ярослава Мудрого АН ВШ України (2010).